# UCI Europe Tour de 2013-2014
O UCI Europe Tour 2013-2014 foi a décima temporada do calendário ciclístico internacional europeu. Deu-se início a 2 de fevereiro de 2014 com o Grande Prêmio Ciclista a Marsellesa em França e o Grande Prêmio Costa dos Etruscos em Itália, finalizando a 19 de outubro do mesmo ano com a Chrono des Nations, também na França.
O ganhador final foi o belga Tom Van Asbroeck, por equipas impôs-se a Topsport Vlaanderen-Baloise, Itália e os Países Baixos levaram-se a classificação por países e países sub-23 respectivamente.

## Carreiras e categorias

### Carreiras suspendidas ou eliminadas
O cronograma inicial do calendário era de 283 carreiras, ainda que ao longo da temporada 29 foram suspensas. A seguinte é a lista dessas competições que por diversos motivos finalmente não se disputaram:
| Listagem de carreiras suspendidas ou eliminadas | Listagem de carreiras suspendidas ou eliminadas | Listagem de carreiras suspendidas ou eliminadas | Listagem de carreiras suspendidas ou eliminadas | Listagem de carreiras suspendidas ou eliminadas | Listagem de carreiras suspendidas ou eliminadas |
| ----------------------------------------------- | ----------------------------------------------- | ----------------------------------------------- | ----------------------------------------------- | ----------------------------------------------- | ----------------------------------------------- |

| Data                          | Carreira                           | Cat. | Causa                      |
| ----------------------------- | ---------------------------------- | ---- | -------------------------- |
| 6 ao 9 de março               | Tour de Arad                       | 2.2  | Descida a categoria junior |
| 23 de março                   | Grande Prêmio San Giuseppe         | 1.2  |                            |
| 1 ao 6 de abril               | Volta à Grécia                     | 2.2  | Financeira                 |
| 6 de abril                    | Val d'Ille U Classic 35            | 1.1  | Financeira                 |
| 6 de abril                    | Grande Prêmio Šemčur               | 1.2  |                            |
| 13 de abril                   | Grande Prêmio Donetsk              | 1.2  |                            |
| 21 de abril                   | Volta à Holanda Setentrional       | 1.2  |                            |
| 27 de abril                   | Zuid Oost Drenthe Classic II       | 1.2  |                            |
| 2 ao 4 de maio                | The Paths of King Nikola           | 2.2  |                            |
| 2 ao 4 de maio                | Volta às Astúrias                  | 2.1  | Financeira                 |
| 3 ao 4 de maio                | Neuseen Classics                   | 2.1  |                            |
| 8 ao 14 de maio               | Carrera de la Paz                  | 2.2  | Financeira                 |
| 10 de maio                    | Volta à Comunidade de Madri        | 1.1  |                            |
| 25 de maio                    | Circuit de Lorraine                | 1.1  |                            |
| 5 ao 8 de junho               | Tour da Letónia                    | 2.1  |                            |
| 13 ao 22 de junho             | Girobio                            | 2.2  |                            |
| 4-6 de julho                  | Volta à Comunidade de Madri sub-23 | 2.2U | Financeira                 |
| 11 de julho                   | Grande Prêmio Van de Stad Geel     | 1.2  |                            |
| 20 de julho                   | Troféu Matteotti                   | 1.1  | Financeira                 |
| 1-3 de agosto                 | Volta a Leão                       | 2.2  | Descida a categoria amador |
| 3 de agosto                   | Grand Prix Kranj                   | 1.2  |                            |
| 30 de agosto                  | Giro do Veneto                     | 1.1  |                            |
| 31 de agosto                  | Schaal Sels                        | 1.1  | Obras no percurso          |
| 31 de agosto ao 4 de setembro | Tour da Bulgária                   | 2.2  |                            |
| 2-7 de setembro               | Semana Lombarda                    | 2.1  | Financeira                 |
| 3 de setembro                 | Memorial Rik Van Steenbergen       | 1.1  |                            |
| 8-14 de setembro              | Tour da Romênia                    | 2.2  |                            |
| 4 de outubro                  | Pro Cycling Marathon               | 1.1  |                            |

Depois destas anulações o calendário foi de 254 carreiras.

### Categorias
Foram 28 as carreiras de máxima categoria, mais três com respeito à edição anterior. Quanto às carreiras de um dia, desceu a Tour de Vendée e ascenderam a Grande Prêmio Bruno Beghelli, a G. P. Kanton Aargau e a RideLondon-Surrey Classic e nas carreiras de vários dias a única novidade é a ascensão do Tour da Noruega. Posteriormente desceu a Clássica de Almería. No seguinte quadro mostram-se as carreiras com maior pontuação desta edição do UCI Europe Tour ordenado por países, para o resto das competições veja-se: Carreiras do UCI Europe Tour de 2014
| Carreira                   | Categoria |
| -------------------------- | --------- |
| Grande Prêmio de Frankfurt | 1.hc      |
| Volta à Baviera            | 2.hc      |
| Volta à Áustria            | 2.hc      |
| Omloop Het Nieuwsblad      | 1.hc      |
| Através de Flandres        | 1.hc      |
| Três Dias da Panne         | 2.hc      |
| Scheldeprijs Vlaanderen    | 1.hc      |
| Flecha Brabanzona          | 1.hc      |
| Volta à Bélgica            | 2.hc      |
| Tour de Valônia            | 2.hc      |
| Brussels Cycling Classic   | 1.hc      |
| Volta à Dinamarca          | 2.hc      |
| Volta a Burgos             | 2.hc      |
| Critérium Internacional    | 2.hc      |
| Quatro Dias de Dunquerque  | 2.hc      |
| Grande Prêmio de Fourmies  | 1.hc      |
| Paris-Tours                | 1.hc      |

| Carreira                     | Categoria |
| ---------------------------- | --------- |
| Volta à Grã-Bretanha         | 2.hc      |
| RideLondon-Surrey Classic    | 1.hc      |
| Giro do Trentino             | 2.hc      |
| Tre Valli Varesine           | 1.hc      |
| Milão-Turim                  | 1.hc      |
| Giro de Émilia               | 1.hc      |
| Grande Prêmio Bruno Beghelli | 1.hc      |
| Tour do Luxemburgo           | 2.hc      |
| Tour da Noruega              | 2.hc      |
| G. P. Kanton Aargau          | 1.hc      |
| Volta à Turquia              | 2.hc      |

Ademais, os campeonatos nacionais de estrada e contrarrelógio de países europeus bem como o Campeonato Mundial dessa temporada também puntuaram para o UCI Europe Tour.

## Equipas
As equipas que puderam participar nas diferentes carreiras dependem da categoria das mesmas. A maior nível de uma carreira podem participar equipas a mais nível. As equipas UCI Pro Team, só podem participar das carreiras .HC e .1 mas têm cota limitada e os pontos que conseguem os seus ciclistas não vão à classificação.
| Categoria      | Categoria                             | Equipas |
| -------------- | ------------------------------------- | --- |
| .HC            | 1.hc (Carreira de um dia)             | ProTeam (max 70%) Profissionais Continentais Continentais do país da carreira Selecção nacional do país da carreira |
| .HC            | 2.hc (Carreira de vários dias)        | ProTeam (max 70%) Profissionais Continentais Continentais do país da carreira Selecção nacional do país da carreira |
| .1             | 1.1 (Carreira de um dia)              | ProTeam (max 50%) Profissionais Continentais Continentais Selecções nacionais                                       |
| .1             | 2.1 (Carreira de vários dias)         | ProTeam (max 50%) Profissionais Continentais Continentais Selecções nacionais                                       |
| .2             | 1.2 e 1.2U (Carreiras de um dia)      | Profissionais Continentais Continentais Selecções nacionais Selecções regionais Amador                              |
| .2             | 2.2 e 2.2U (Carreiras de vários dias) | Profissionais Continentais Continentais Selecções nacionais Selecções regionais Amador                              |
| .Ncup (sub-23) | 1.ncup (Carreira de um dia)           | Selecções nacionais Selecções mistas                                                                                |
| .Ncup (sub-23) | 2.ncup (Carreira de vários dias)      | Selecções nacionais Selecções mistas                                                                                |

Para favorecer o convite às equipas mais humildes, a União Ciclista Internacional publicou a31 de janeiro de 2014 um "ranking fictício" das equipas Continentais, sobre a base dos pontos obtidos pelos seus ciclistas na temporada anterior. Os organizadores de carreiras .2 devem obrigatoriamente convidar aos 3 primeiros desse ranking e desta forma podem aceder a um maior número de carreiras. Neste circuito os convidados automaticamente a carreiras de categoria .2 foram o Adria Mobil, Kolss Cycling Team e Cyclingteam De Rijke-Shanks, ainda que a diferença do UCI World Tour as equipas podem recusar dita convite.

## Calendário
Contou com as seguintes provas, tanto por etapas como de um dia.

### Fevereiro
| Data  | Carreira                            | Cat. | Ganhador               | Equipa                      |
| ----- | ----------------------------------- | ---- | ---------------------- | --------------------------- |
| 2     | Grande Prêmio Ciclista a Marsellesa | 1.1  | Kenneth Vanbilsen      | Topsport Vlaanderen-Baloise |
| 2     | Grande Prêmio Costa dos Etruscos    | 1.1  | Simone Ponzi           | Neri Sottoli                |
| 5-9   | Estrela de Bessèges                 | 2.1  | Tobias Ludvigsson      | Giant-Shimano               |
| 9     | Troféu Palma                        | 1.1  | Sacha Modolo           | Lampre-Merida               |
| 10    | Troféu Migjorn                      | 1.1  | Sacha Modolo           | Lampre-Merida               |
| 11    | Troféu Deià                         | 1.1  | Michał Kwiatkowski     | Omega Pharma-Quick Step     |
| 12    | Troféu Platja de Muro               | 1.1  | Gianni Meersman        | Omega Pharma-Quick Step     |
| 13-16 | Tour do Mediterrâneo                | 2.1  | Steve Cummings         | BMC Racing                  |
| 19-23 | Volta a Andaluzia                   | 2.1  | Alejandro Valverde     | Movistar                    |
| 19-23 | Volta ao Algarve                    | 2.1  | Michał Kwiatkowski     | Omega Pharma-Quick Step     |
| 21    | Troféu Laigueglia                   | 1.1  | José Serpa             | Lampre-Merida               |
| 22-23 | Tour du Haut-Var                    | 2.1  | Carlos Betancur        | AG2R La Mondiale            |
| 23    | Grande Prêmio Izola                 | 1.2  | Christian Delle Stelle | Ideia                       |

### Março
| Data  | Carreira                           | Cat. | Ganhador               | Equipa                       |
| ----- | ---------------------------------- | ---- | ---------------------- | ---------------------------- |
| 1     | Volta Ciclista a Múrcia            | 1.1  | Alejandro Valverde     | Movistar                     |
| 1     | Omloop Het Nieuwsblad              | 1.hc | Ian Stannard           | Sky                          |
| 1     | Classic Sud Ardèche                | 1.1  | Florian Vachon         | Bretagne-Séché Environnement |
| 2     | Grande Prêmio de Lugano            | 1.1  | Mauro Finetto          | Neri Sottoli                 |
| 2     | Kuurne-Bruxelas-Kuurne             | 1.1  | Tom Boonen             | Omega Pharma-Quick Step      |
| 2     | La Drôme Classic                   | 1.1  | Romain Bardet          | AG2R La Mondiale             |
| 2     | Clássica de Almería                | 1.1  | Sam Bennett            | NetApp-Endura                |
| 5     | Umag Trophy                        | 1.2  | Matej Mugerli          | Adria Mobil                  |
| 5     | Le Samyn                           | 1.1  | Maxime Vantomme        | Roubaix Lille Métropole      |
| 6     | Grande Premeio Cidade de Camaiore  | 1.1  | Diego Ulissi           | Lampre-Merida                |
| 7-9   | Três Dias de Flandres Ocidental    | 2.1  | Gert Jõeäär            | Cofidis, Solutions Crédits   |
| 8     | Strade Bianche                     | 1.1  | Michał Kwiatkowski     | Omega Pharma-Quick Step      |
| 8     | Ster van Zwolle                    | 1.2  | Bert-Jan Lindeman      | Rabobank Development         |
| 9     | Grande Prêmio Villa de Lillers     | 1.2  | Steven Tronet          | BigMat-Auber 93              |
| 9     | Roma Maxima                        | 1.1  | Alejandro Valverde     | Movistar                     |
| 9     | Porec Trophy                       | 1.2  | Maksym Averin          | Synergy Baku                 |
| 9     | Dorpenomloop Rucphen               | 1.2  | Michael Carbel         | Cult Energy Vital Water      |
| 13-16 | Istrian Spring Trophy              | 2.2  | Magnus Cort            | Cult Energy Vital Water      |
| 15    | Tour de Drenthe                    | 1.1  | Kenny Dehaes           | Lotto Belisol                |
| 16    | Dwars door Drenthe                 | 1.1  | Simone Ponzi           | Neri Sottoli                 |
| 16    | Omloop van het Waasland            | 1.2  | Danilo Napolitano      | Wanty-Groupe Gobert          |
| 16    | Kattekoers                         | 1.2  | Łukasz Wiśniowski      | Etixx                        |
| 16    | Paris-Troyes                       | 1.2  | Steven Tronet          | BigMat-Auber 93              |
| 19    | Nokere Koerse                      | 1.1  | Kenny Dehaes           | Lotto Belisol                |
| 20    | Grande Prêmio Nobili Rubinetterie  | 1.1  | Simone Ponzi           | Neri Sottoli                 |
| 21    | Handzame Classic                   | 1.1  | Luka Mezgec            | Giant-Shimano                |
| 22    | Clássica de Loire-Atlantique       | 1.1  | Alexis Gougeard        | AG2R La Mondiale             |
| 23    | Grande Prêmio Cholet-Pays de Loire | 1.1  | Tom Van Asbroeck       | Topsport Vlaanderen-Baloise  |
| 24-30 | Volta à Normandia                  | 2.2  | Stefan Küng            | BMC Development              |
| 26    | Através de Flandres                | 1.hc | Niki Terpstra          | Omega Pharma-Quick Step      |
| 26-30 | Settimana Coppi e Bartali          | 2.1  | Peter Kennaugh         | Sky                          |
| 26-30 | Volta ao Alentejo                  | 2.2  | Carlos Barbero         | Euskadi                      |
| 29-30 | Critérium Internacional            | 2.hc | Jean-Christophe Péraud | AG2R La Mondiale             |

### Abril
| Data  | Carreira                                   | Cat.   | Ganhador                 | Equipa                     |
| ----- | ------------------------------------------ | ------ | ------------------------ | -------------------------- |
| 1-3   | Três Dias da Panne                         | 2.hc   | Guillaume Van Keirsbulck | Omega Pharma-Quick Step    |
| 1-6   | Grande Prêmio de Sochi                     | 2.2    | Ilnur Zakarin            | RusVelo                    |
| 4     | Route Adélie                               | 1.1    | Bryan Coquard            | Europcar                   |
| 4-6   | Triptyque des Monts et Châteaux            | 2.2    | Owain Doull              | An Post-ChainReaction      |
| 5     | Grande Prêmio Miguel Indurain              | 1.1    | Alejandro Valverde       | Movistar                   |
| 5     | Volta Limburg Classic                      | 1.1    | Moreno Hofland           | Belkin                     |
| 6     | Troféu Banca Popular de Vicenza            | 1.2U   | Gregor Mühlberger        | Tirol                      |
| 6     | Volta à La Rioja                           | 1.1    | Michael Matthews         | Orica GreenEDGE            |
| 8-11  | Circuito da Sarthe                         | 2.1    | Ramūnas Navardauskas     | Garmin Sharp               |
| 9     | Scheldeprijs                               | 1.hc   | Marcel Kittel            | Giant-Shimano              |
| 11-13 | Circuito das Ardenas                       | 2.2    | Łukasz Wiśniowski        | Etixx                      |
| 12    | Bania Luka-Belgrado I                      | 1.2    | Martin Otonicar          | Radenska                   |
| 12    | Tour de Flandres sub-23                    | 1.ncup | Dylan Groenewegen        | De Rijke                   |
| 12    | Troféu Edil C                              | 1.2    | Andrea Vaccher           | Marchiol Emisfero          |
| 12    | Grande Prêmio Pino Cerami                  | 1.1    | Alessandro Petacchi      | Omega Pharma-Quick Step    |
| 13    | Klasika Primavera                          | 1.1    | Peio Bilbao              | Caja Rural-Seguros RGA     |
| 13    | Bania Luka-Belgrado II                     | 1.2    | Ivan Stévic              | Tusnad                     |
| 15    | Paris-Camembert                            | 1.1    | Bryan Coquard            | Europcar                   |
| 16    | Flecha Brabanzona                          | 1.hc   | Philippe Gilbert         | BMC Racing                 |
| 16    | La Côte Picarde                            | 1.ncup | Jens Wallays             | Selecção da Bélgica        |
| 16-20 | Tour de Loir-et-Cher                       | 2.2    | Graham Briggs            | Rapha Condor JLT           |
| 16-20 | Grande Prêmio de Adigueya                  | 2.2    | Ilnur Zakarin            | RusVelo                    |
| 17    | Grande Prêmio de Denain                    | 1.1    | Nacer Bouhanni           | Fdj.fr                     |
| 19    | Tour de Finisterre                         | 1.1    | Antoine Demoitié         | Wallonie-Bruxelles         |
| 19    | Memorial Arno Wallaard                     | 1.2    | Edvin Wilson             | Joker                      |
| 19    | ZLM Tour                                   | 1.ncup | Thomas Boudat            | Selecção de France         |
| 19    | Liège-Bastogne-Liège sub-23                | 1.2U   | Anthony Turgis           |                            |
| 20    | Tro Bro Leon                               | 1.1    | Adrien Petit             | Cofidis, Solutions Crédits |
| 21    | Volta a Colónia                            | 1.1    | Sam Bennett              | NetApp-Endura              |
| 21    | Giro do Belvedere                          | 1.2U   | Simone Andreetta         |                            |
| 22    | Grande Prêmio Palio do Recioto             | 1.2U   | Silvio Herklotz          | Stölting                   |
| 22-25 | Giro do Trentino                           | 2.hc   | Cadel Evans              | BMC Racing                 |
| 25    | Grande Prêmio della Liberazione            | 1.2U   | Evgeny Shalunov          | Lokosphinx                 |
| 25-1  | Tour da Bretanha                           | 2.2    | Bert-Jan Lindeman        | Rabobank Development       |
| 26    | Zuid Oost Drenthe Classic I                | 1.2    | Wim Stroetinga           | Koga                       |
| 27    | La Roue Tourangelle                        | 1.1    | Angelo Tulik             | Europcar                   |
| 27    | Rutland-Melton International CiCLE Classic | 1.2    | Thomas Moses             | Rapha Condor JLT           |
| 27    | Paris-Mantes-en-Yvelines                   | 1.2    | David Menut              |                            |
| 27    | Grande Prêmio Indústrias do Mármore        | 1.2    | Matej Mugerli            | Adria Mobil                |
| 27-4  | Volta à Turquia                            | 2.hc   | Adam Yates               | Orica GreenEDGE            |
| 29-4  | Carpathia Couriers Paths                   | 2.2U   | Gregor Mühlberger        | Tirol                      |

### Maio
| Data  | Carreira                                   | Cat. | Ganhador             | Equipa                        |
| ----- | ------------------------------------------ | ---- | -------------------- | ----------------------------- |
| 1     | Grande Prêmio de Frankfurt sub-23          | 1.2U | Mads Pedersen        | Cult Energy Vital Water       |
| 1     | Maior Cup                                  | 1.2  | Sergey Lagutin       | RusVelo                       |
| 1     | Memóriał Andrzeja Trochanowskiego          | 1.2  | Kamil Gradek         | BDC Marcpol                   |
| 1     | Grande Prêmio de Frankfurt                 | 1.hc | Alexander Kristoff   | Katusha                       |
| 2     | Memorial Oleg Dyachenko                    | 1.2  | Andrey Solomennikov  | RusVelo                       |
| 2     | Skive-Lobet                                | 1.2  | Phil Bauhaus         | Stölting                      |
| 3     | Himmerland Rundt                           | 1.2  | Magnus Cort          | Cult Energy Vital Water       |
| 3     | Grande Prêmio de Moscovo                   | 1.2  | Leonid Krasnov       | RusVelo                       |
| 3     | Tour de Overijssel                         | 1.2  | Dennis Coenen        | Leopard Development           |
| 4     | Grande Prêmio do Somme                     | 1.1  | Yauheni Hutarovich   | AG2R La Mondiale              |
| 4     | Circuito de Porto-Troféu Averdi            | 1.2  | Jakub Mareczko       |                               |
| 4     | Destination Thy                            | 1.2  | Magnus Cort          | Cult Energy Vital Water       |
| 5-9   | Cinco Anéis de Moscovo                     | 2.2  | Andrey Solomennikov  | RusVelo                       |
| 7-11  | Quatro Dias de Dunquerque                  | 2.hc | Arnaud Démare        | Fdj.fr                        |
| 7-11  | Tour do Azerbaijão                         | 2.1  | Ilnur Zakarin        | RusVelo                       |
| 9-11  | Szlakiem Grodów Piastowskich               | 2.1  | Mateusz Taciak       | CCC Polsat Polkowice          |
| 10    | Tour de Berna                              | 1.2  | Matthias Brändle     | IAM                           |
| 10    | Hadeland G. P.                             | 1.2  | Rasmus Guldhammer    | Trefor-Blue Water             |
| 10    | Scandinavian Race                          | 1.2  | Jonas Aaen Jørgensen | Riwal                         |
| 11    | Ringerike G. P.                            | 1.2  | Magnus Cort          | Cult Energy Vital Water       |
| 11    | Circuito da Valônia                        | 1.2  | Maurits Lammertink   | Jo Piels                      |
| 12-17 | Tour de Olympia                            | 2.2  | Berden De Vries      | Jo Piels                      |
| 13    | Visegrad 4 Bicycle Race-GP Polski Via Odra | 1.2  | Erik Baška           | Dukla Trencin-Trek            |
| 15    | Visegrad 4 Bicycle Race-GP Czech Republic  | 1.2  | Josef Černý          | CCC Polsat Polkowice          |
| 15-18 | Rhône-Alpes Isère Tour                     | 2.2  | Matija Kvasina       | Gourmetfein Simplon Wels      |
| 16    | Visegrad 4 Bicycle Race-GP Slovakia        | 1.2  | Paweł Bernas         | BDC Marcpol                   |
| 16-18 | Tour de Picardie                           | 2.1  | Arnaud Démare        | Fdj.fr                        |
| 16-18 | Volta a Castela e Leão                     | 2.1  | David Belda          | Burgos-BH                     |
| 17    | Grande Prêmio Criquielion                  | 1.2  | Kevin Peeters        | Vastgoedservice-Golden Palace |
| 17    | Visegrad 4 Bicycle Race-GP Hungary         | 1.2  | Paweł Bernas         | BDC Marcpol                   |
| 18    | Velothon Berlin                            | 1.1  | Raymond Kreder       | Garmin-Sharp                  |
| 18-25 | An Post Rás                                | 2.2  | Clemens Fankhauser   | Tirol                         |
| 21-25 | Tour da Noruega                            | 2.hc | Maciej Paterski      | CCC Polsat Polkowice          |
| 22-25 | Ronde d'Isard                              | 2.2U | Louis Vervaeke       | Lotto-Belisol Ou23            |
| 23-25 | Paris-Arrás Tour                           | 2.2  | Maxime Vantomme      | Roubaix Lille Métropole       |
| 24-25 | World Ports Classic                        | 2.1  | Theo Bos             | Belkin                        |
| 25    | Simac Omloop der Kempen                    | 1.2  | Luke Davison         | Synergy Baku                  |
| 28-1  | Volta à Baviera                            | 2.hc | Geraint Thomas       | Sky                           |
| 28-1  | Volta à Bélgica                            | 2.hc | Tony Martin          | Omega Pharma-Quick Step       |
| 28-1  | Tour dos Fiordos                           | 2.1  | Alexander Kristoff   | Katusha                       |
| 28-1  | Flèche du Sud                              | 2.2  | Gaëtan Bille         | Verandas Willems              |
| 29-31 | Tour da Estónia                            | 2.1  | Eduard-Michael Grosu | Vini Fantini-Nippo            |
| 29-1  | Tour de Berlim                             | 2.2U | Jochem Hoekstra      | Jo Piels                      |
| 29-1  | Tour de Gironde                            | 2.2  | Remco Te Brake       | Metec-TKH                     |
| 30    | Race Horizon Park 1                        | 1.2  | Vitaliy Buts         | Kolss                         |
| 30-1  | Carreira da Paz sub-23                     | 2.2U | Samuel Spokes        | Etixx                         |
| 31    | Grand Prix de Plumelec-Morbihan            | 1.1  | Julien Simon         | Cofidis, Solutions Crédits    |
| 31    | Race Horizon Park 2                        | 1.2  | Mykhailo Kononenko   | Kolss                         |

### Junho
| Data  | Carreira                                  | Cat. | Ganhador             | Equipa                               |
| ----- | ----------------------------------------- | ---- | -------------------- | ------------------------------------ |
| 1     | Paris-Roubaix sub-23                      | 1.2U | Mike Teunissen       | Rabobank Development                 |
| 1     | Grande Prêmio Südkärnten                  | 1.2  | Andrea Pasqualon     | Area Zero                            |
| 1     | Boucles de l'Aulne                        | 1.1  | Alexis Gougeard      | Ag2r-A Mondiale                      |
| 1     | Race Horizon Park 3                       | 1.2  | Denys Kostyuk        | Kolss                                |
| 1     | Troféu Cidade de San Vendemiano           | 1.2U | Giacomo Berlato      | Zalf-Euromobil-Desirée-Fior          |
| 2     | Troféu Alcide Degasperi                   | 1.2  | Michele Gazzarra     | Ou.S. Fausto Coppi Gazzera-Videa     |
| 3-7   | Tour da Eslováquia                        | 2.2  | Oleksandr Polivoda   | Kolss                                |
| 4-8   | Tour do Luxemburgo                        | 2.hc | Matti Breschel       | Tinkoff-Saxo                         |
| 5-8   | Boucles de la Mayenne                     | 2.1  | Stéphane Rossetto    | BigMat-Auber 93                      |
| 7     | Ronde van Zeeland Seaports                | 1.1  | Theo Bos             | Belkin                               |
| 8     | Memorial Philippe Van Coningsloo          | 1.2  | Rob Ruijgh           | Vastgoedservice-Golden Palace        |
| 8     | Coppa della Pace                          | 1.2  | Luca Ceolan          | General Store Bottoli-Zardini-Merida |
| 11-15 | Grande Prêmio Udmurtskaya Pravda          | 2.2  | Arthur Ershov        | RusVelo                              |
| 12    | G. P. Kanton Aargau                       | 1.hc | Simon Geschke        | Giant-Shimano                        |
| 12-14 | Tour de Malopolska                        | 2.2  | Maximilian Werda     | Stolting                             |
| 12-15 | Ronde de l'Oise                           | 2.2  | Magnus Cort          | Cult Energy Vital Water              |
| 15    | Tour de Limburgo                          | 1.1  | Mathieu van der Poel | BKCP-Powerplus                       |
| 15    | Raiffeisen G. P.                          | 1.2  | Radoslav Rogina      | Adria Mobil                          |
| 17-22 | Volta a Sérvia                            | 2.2  | Jaroslaw Kowalczyk   | BDC Marcpol                          |
| 18-22 | Ster ZLM Toer                             | 2.1  | Philippe Gilbert     | BMC Racing                           |
| 19-22 | Ruta del Sur                              | 2.1  | Nicolas Roche        | Tinkoff-Saxo                         |
| 19-22 | Tour da Eslovénia                         | 2.1  | Tiago Machado        | NetApp-Endura                        |
| 19-22 | Tour de Saboia                            | 2.2  | Louis Vervaeke       | Lotto Belisol sub-23                 |
| 20-22 | Oberösterreichrundfahrt                   | 2.2  | Patrick Konrad       | Gourmetfein Simplon Wels             |
| 21-22 | Memorial im. J. Grundmanna J. Wizowskiego | 2.2  | Błażej Janiaczyk     | BDC Marcpol                          |
| 22    | Troféu Beaumont                           | 1.2  | Kristian House       | Rapha-Condor-JLT                     |
| 22    | Grande Prêmio Sarajevo                    | 1.2  | Matej Marin          | Gourmetfein Simplon Wels             |
| 22    | Flecha das Ardenas                        | 1.2  | Stefan Küng          | BMC Development                      |
| 24    | Giro dos Apeninos                         | 1.1  | Sonny Colbrelli      | Bardiani CSF                         |
| 25    | Troféu Internacional Jong Maar Moedig     | 1.2  | Gijs Van Hoecke      | Topsport Vlaanderen-Baloise          |
| 25    | Ache-Ingooigem                            | 1.1  | Arnaud Démare        | Fdj.fr                               |

### Julho
| Data  | Carreira                                              | Cat. | Ganhador             | Equipa                  |
| ----- | ----------------------------------------------------- | ---- | -------------------- | ----------------------- |
| 2-5   | Carreira da Solidariedade e dos Campeões Olímpicos    | 2.1  | Kamil Zieliński      | Mexller                 |
| 5     | Omloop Het Nieuwsblad sub-23                          | 1.2  | Dimitri Claeys       | VL Techinics Abutriek   |
| 6-13  | Volta a Áustria                                       | 2.hc | Peter Kennaugh       | Sky                     |
| 10-13 | Grande Premeio Torres Vedras-Troféu Joaquim Agostinho | 2.2  | Delio Fernández      | OFM-Quinta dá Lixa      |
| 11    | Campeonato Europeu Contrarrelógio sub-23              | CC   | Stefan Küng          | Selecção de Suíça       |
| 13    | Campeonato Europeu em Estrada sub-23                  | CC   | Stefan Küng          | Selecção de Suíça       |
| 13    | Grande Prêmio de Pont à Marcq-Ronde-a Pévèloise       | 1.2  | Benoît Daeninck      | CC Nogent-sur-Oise      |
| 13    | Giro do Médio Brenta                                  | 1.2  | Klemen Štimulak      | Adria Mobil             |
| 15-20 | Giro do Vale de Aosta                                 | 2.2U | Bernardo Suaza       | 4-72 Colômbia           |
| 17-20 | Tour da República Checa                               | 2.2  | Martin Mortensen     | Cult Energy Vital Water |
| 17-20 | Tour de Sibiu                                         | 2.1  | Radoslav Rogina      | Adria Mobil             |
| 17-20 | Volta a Portugal do Futuro                            | 2.2U | Ruben Guerreiro      | Selecção de Portugal    |
| 25    | Central European Tour Kosice-Miskolc                  | 1.2  | Erik Baška           | Dukla Trencin-Trek      |
| 25    | Clássica de Ordizia                                   | 1.1  | Gorka Izagirre       | Movistar                |
| 26    | Grande Prêmio Indústria e Artigianato-Larciano        | 1.1  | Adam Yates           | Orica-GreenEDGE         |
| 26    | Central European Tour Szerencs-Ibrany                 | 1.2  | Mamyr Stash          | Itera-Katusha           |
| 26-30 | Tour da Valônia                                       | 2.hc | Gianni Meersman      | Omega Pharma-Quick Step |
| 27    | Giro de Toscana                                       | 1.1  | Pieter Weening       | Orica-GreenEDGE         |
| 27    | Central European Tour Isaszeg-Budapeste               | 1.2  | Erik Baška           | Dukla Trencin-Trek      |
| 27    | Grande Prêmio da Villa de Pérenchies                  | 1.2  | Gaëtan Bille         | Verandas-Willems        |
| 29-2  | Dookola Mazowsza                                      | 2.2  | Jarosław Marycz      | CCC Polsat Polkowice    |
| 30-3  | Tour de Alsacia                                       | 2.2  | Karel Hník           | Etixx                   |
| 30-10 | Volta a Portugal                                      | 2.1  | Gustavo César Veloso | OFM-Quinta dá Lixa      |
| 31    | Circuito de Guecho                                    | 1.1  | Carlos Barbero       | Euskadi                 |

### Agosto
| Data  | Carreira                                       | Cat.   | Ganhador             | Equipa                      |
| ----- | ---------------------------------------------- | ------ | -------------------- | --------------------------- |
| 2-4   | Kreiz Breizh Elites                            | 2.2    | Matteo Busato        | MG Kvis-Trevigiani          |
| 3     | Polynormande                                   | 1.1    | Jan Ghyselinck       | Wanty-Groupe Gobert         |
| 3     | Troféu Internacional Bastianelli               | 1.2    | Nicola Gaffurini     | Vega-Hotsand                |
| 6-10  | Volta a Dinamarca                              | 2.hc   | Michael Valgren      | Tinkoff-Saxo                |
| 7-10  | Tour de Szeklerland                            | 2.2    | Stefan Hristov       | Kocaeli Brisaspor           |
| 10    | Antwerpse Havenpijl                            | 1.2    | Yoeri Havik          | De Rijke                    |
| 10    | Grande Prêmio Sportivi di Poggiana             | 1.2U   | Robert Power         | Selecção de Austrália       |
| 10    | RideLondon-Surrey Classic                      | 1.hc   | Adam Blythe          | NFTO                        |
| 12-16 | Tour de l'Ain                                  | 2.1    | Bert-Jan Lindeman    | Rabobank Development        |
| 13-17 | Volta a Burgos                                 | 2.hc   | Nairo Quintana       | Movistar                    |
| 13-17 | Arctic Race da Noruega                         | 2.1    | Steven Kruijswijk    | Belkin                      |
| 16    | Grande Prêmio Kralovehradeckeho kraje          | 1.2    | Paweł Cieślik        | Bauknecht-Author            |
| 16    | Grande Prêmio Capodarco                        | 1.2    | Robert Power         | Selecção de Austrália       |
| 16    | Memorial Henryka Lasaka                        | 1.2    | Maciej Paterski      | CCC Polsat Polkowice        |
| 17    | Puchar Uzdrowisk Karpackich                    | 1.2    | Paweł Franczak       | ActiveJet                   |
| 19    | Grande Prêmio Stad Zottegem                    | 1.1    | Edward Theuns        | Topsport Vlaanderen-Baloise |
| 19-22 | Tour de Limusino                               | 2.1    | Mauro Finetto        | Neri Sottoli                |
| 20-24 | Baltic Chain Tour                              | 2.2    | Mathieu van der Poel | BKCP-Powerplus              |
| 22    | Arnhem-Veenendaal Classic                      | 1.1    | Yves Lampaert        | Topsport Vlaanderen-Baloise |
| 23    | Puchar Ministra Obrony Narodowej               | 1.2    | Konrad Dabkowski     | ActiveJet                   |
| 23-30 | Tour de l'Avenir                               | 2.ncup | Miguel Ángel López   | Selecção de Colômbia        |
| 24    | Châteauroux Classic de l'Indre-Trophée Fenioux | 1.1    | Iljo Keisse          | Omega Pharma-Quick Step     |
| 26    | Grande Prêmio de Marbriers                     | 1.2    | Yann Guyot           | Armée de Terre              |
| 26-29 | Tour de Poitou-Charentes                       | 2.1    | Sylvain Chavanel     | IAM                         |
| 27    | Druivenkoers Overijse                          | 1.1    | Jonas Van Genechten  | Lotto-Belisol               |
| 30    | Top Compétition                                | 1.2    | Oliver Naesen        | Cibel-Aliplast              |
| 31    | Ronde van Midden-Nederland                     | 1.2    | Wim Stroetinga       | Koga                        |
| 31    | Croácia-Eslovénia                              | 1.2    | Primož Roglič        | Adria Mobil                 |

### Setembro
| Data  | Carreira                              | Cat. | Ganhador                             | Equipa                      |
| ----- | ------------------------------------- | ---- | ------------------------------------ | --------------------------- |
| 2-6   | Giro do Friuli Venezia Giulia         | 2.2  | Simone Antonini                      | Marchio-Emisfero            |
| 4-7   | Okolo Jiznich Cech                    | 2.2  | Reidar Borgersen                     | Joker                       |
| 6     | Brussels Cycling Classic              | 1.hc | André Greipel                        | Lotto Belisol               |
| 7     | Grande Prêmio de Fourmies             | 1.hc | Jonas Van Genechten                  | Lotto-Belisol               |
| 7     | Kernen Omloop Echt-Susteren           | 1.2  | Phil Bauhaus                         | Stölting                    |
| 7-14  | Volta à Grã-Bretanha                  | 2.hc | Dylan van Baarle                     | Garmin Sharp                |
| 13    | Tour Bohemia                          | 1.2  | Lukas Pöstlberger                    | Tirol                       |
| 13    | De Kustpijl                           | 1.2  | Michael Van Staeyen                  | Topsport Vlaanderen-Baloise |
| 13    | Tour de Jura                          | 1.2  | Kévin Ledanois                       | Selecção da França          |
| 14    | Chrono Champenois                     | 1.2  | Rasmus Quaade                        | Trefor-Blue Water           |
| 14    | Grande Prêmio Jef Scherens            | 1.1  | André Greipel                        | Lotto Belisol               |
| 14    | Tour de Doubs                         | 1.1  | Rein Taaramäe                        | Cofidis, Solutions Crédits  |
| 16    | Coppa Bernocchi                       | 1.1  | Elia Viviani                         | Cannondale                  |
| 17    | Grande Prêmio de Valônia              | 1.1  | Greg Van Avermaet                    | BMC Racing                  |
| 17    | Coppa Agostoni                        | 1.1  | Niccolò Bonifazio                    | Lampre-Merida               |
| 18    | Tre Valli Varesine                    | 1.hc | Michael Albasini                     | Orica GreenEDGE             |
| 19    | Campeonato de Flandres                | 1.1  | Arnaud Démare                        | Fdj.fr                      |
| 20    | Grande Prêmio Impanis-Van Petegem     | 1.1  | Greg Van Avermaet                    | BMC Racing                  |
| 20    | Memorial Marco Pantani                | 1.1  | Sonny Colbrelli                      | Bardiani CSF                |
| 21    | Rabo Baronie Breda Classic            | 1.2  | Mike Teunissen                       | Rabobank Development        |
| 21    | Grande Prêmio de Isbergues            | 1.1  | Arnaud Démare                        | Fdj.fr                      |
| 21    | G. P. Indústria e Comércio de Prato   | 1.1  | Sonny Colbrelli                      | Bardiani CSF                |
| 24    | Circuito de Houtland                  | 1.1  | Jelle Wallays                        | Topsport Vlaanderen-Baloise |
| 27-28 | Tour de Gévaudan Languedoc-Roussillon | 2.1  | Amets Txurruka                       | Caja Rural-Seguros RGA      |
| 28    | Gooikse Pijl                          | 1.2  | Roy Jans                             | Wanty-Groupe Gobert         |
| 28    | Dúo Normando                          | 1.1  | Reidar Borgersen Truls Engen Korsæth | Joker                       |
| 30    | Ruota d'Oro                           | 1.2U | Giacomo Berlato                      | Zalf Euromobil Désirée Fior |

### Outubro
| Data | Carreira                                         | Cat. | Ganhador         | Equipa                       |
| ---- | ------------------------------------------------ | ---- | ---------------- | ---------------------------- |
| 1    | Milano-Torino                                    | 1.hc | Giampaolo Caruso | Katusha                      |
| 2-5  | Tour de Eurométropole                            | 2.1  | Arnaud Démare    | Fdj.fr                       |
| 2-6  | Tour do Cáucaso                                  | 2.2  | Sergey Firsanov  | RusVelo                      |
| 3    | Giro de Münsterland                              | 1.1  | André Greipel    | Lotto Belisol                |
| 4    | Piccolo Giro de Lombardia                        | 1.2  | Gianni Moscon    | Zalf Euromobil Desirée Fior  |
| 5    | Tour de Vendée                                   | 1.1  | Armindo Fonseca  | Bretagne-Séché Environnement |
| 7    | Binche-Tournai-Binche                            | 1.1  | Zdeněk Štybar    | Omega Pharma-Quick Step      |
| 9    | Paris-Bourges                                    | 1.1  | John Degenkolb   | Giant-Shimano                |
| 9    | Grande Premeio Cidade de Peccioli-Coppa Sabatini | 1.1  | Sonny Colbrelli  | Bardiani CSF                 |
| 11   | Giro de Emilia                                   | 1.hc | Davide Rebellin  | CCC Polsat Polkowice         |
| 12   | Paris-Tours                                      | 1.hc | Jelle Wallays    | Topsport Vlaanderen-Baloise  |
| 12   | Paris-Tours sub-23                               | 1.2U | Mike Teunissen   | Rabobank Development         |
| 12   | Grande Prêmio Bruno Beghelli                     | 1.hc | Valerio Conti    | Lampre-Merida                |
| 14   | Prêmio Nacional de Clausura                      | 1.1  | Jens Debusschere | Lotto Belisol                |
| 19   | Chrono des Nations                               | 1.1  | Sylvain Chavanel | IAM                          |

## Classificações
- A classificação final foi :[11]

### Individual
| Posição | Ciclista          | Equipa | Pontos |
| ------- | ----------------- | ------ | ------ |
| 1º      | Tom Van Asbroeck  | TSV    | 764    |
| 2º      | Sonny Colbrelli   | BAR    | 708    |
| 3º      | Davide Rebellin   | CCC    | 435    |
| 4º      | Magnus Cort       | CUL    | 428    |
| 5º      | Mauro Finetto     | NRI    | 428    |
| 6°      | Sylvain Chavanel  | IAM    | 410    |
| 7º      | Julien Simon      | COF    | 377    |
| 8º      | Simone Ponzi      | NRI    | 368    |
| 9º      | Ilnur Zakarin     | RVL    | 349,8  |
| 10º     | Bert-Jan Lindeman | RDT    | 327    |

| 11º | Sam Bennett                                        | TNE | 312    |
| 12º | Jempy Drucker                                      | WGG | 303    |
| 13º | Matej Mugerli                                      | ADR | 275,75 |
| 14º | Vitaliy Buts                                       | KLS | 274    |
| 15º | Tiago Machado                                      | TNE | 273,8  |
| 16º | Jérôme Baugnies                                    | WGG | 273    |
| 17° | Michael Van Staeyen                                | TSV | 271    |
| 18º | Sergey Lagutin                                     | RVL | 263,5  |
| 19° | Grega Bole                                         | VFN | 257    |
| 20º | Predefinição:Country data RUM Eduard-Michael Grosu | VFN | 251    |

### Equipas
| Posição | Equipa                       | Pontos |
| ------- | ---------------------------- | ------ |
| 1º      | Topsport Vlaanderen-Baloise  | 2036   |
| 2º      | Wanty-Groupe Gobert          | 1538   |
| 3º      | Cofidis, Solutions Crédits   | 1401   |
| 4º      | Neri Sottoli                 | 1275   |
| 5º      | IAM                          | 1268   |
| 6º      | Bardiani CSF                 | 1219   |
| 7º      | CCC Polsat Polkowice         | 1182   |
| 8º      | RusVelo                      | 1165,4 |
| 9º      | NetApp-Endura                | 1000,6 |
| 10º     | Bretagne-Séché Environnement | 946    |

| 11º | Caja Rural-Seguros RGA  | 940    |
| 12º | Rabobank Development    | 845    |
| 13º | Cult Energy Vital Water | 821    |
| 14º | Adria Mobil             | 806,75 |
| 15º | Kolss                   | 744    |
| 16º | Roubaix Lille Métropole | 690    |
| 17º | BDC Marcpol             | 684,5  |
| 18º | Stölting                | 595    |
| 19º | Etixx                   | 590    |
| 20º | Jo Piels                | 586,43 |

### Países
| Posição | País          | Pontos  |
| ------- | ------------- | ------- |
| 1º      | Itália        | 2117,5  |
| 2º      | Bélgica       | 2110,67 |
| 3º      | França        | 1788    |
| 4º      | Espanha       | 1580    |
| 5º      | Países Baixos | 1463,92 |
| 6º      | Ucrânia       | 1445    |
| 7º      | Polónia       | 1296,5  |
| 8º      | Rússia        | 1271,85 |
| 9º      | Eslovênia     | 1256    |
| 10º     | Dinamarca     | 1144,25 |

| 11º | Alemanha    | 975,5 |
| 12º | Áustria     | 933,5 |
| 13º | Portugal    | 842,8 |
| 14º | Chéquia     | 791,8 |
| 15º | Reino Unido | 782,5 |
| 16º | Suíça       | 665   |
| 17º | Noruega     | 573   |
| 18º | Roménia     | 523,5 |
| 19º | Irlanda     | 508,5 |
| 20º | Estónia     | 472   |

### Países sub-23
| Posição | País          | Pontos |
| ------- | ------------- | ------ |
| 1º      | Países Baixos | 761,45 |
| 2º      | Dinamarca     | 737,25 |
| 3º      | França        | 625,25 |
| 4º      | Bélgica       | 623,17 |
| 5º      | Itália        | 603    |
| 6º      | Alemanha      | 582    |
| 7º      | Noruega       | 476    |
| 8º      | Reino Unido   | 457,5  |
| 9º      | Rússia        | 361,67 |
| 10º     | Áustria       | 338    |

## Progresso das classificações
| Data                    | Classificação individual | Classificação por equipas   | Classificação por países | Classificação por países sub-23 |
| ----------------------- | ------------------------ | --------------------------- | ------------------------ | ------------------------------- |
| 25 de outubro de 2012   | -                        | -                           | França                   | França                          |
| 25 de novembro de 2012  | -                        | -                           | Ucrânia                  | Turquia                         |
| 25 de dezembro de 2012  | -                        | -                           | Ucrânia                  | Áustria                         |
| 25 de janeiro de 2013   | -                        | -                           | Ucrânia                  | Turquia                         |
| 25 de fevereiro de 2013 | Kenneth Vanbilsen        | Yellow Fluo                 | Bélgica                  | Turquia                         |
| 25 de março de 2012     | Simone Ponzi             | Topsport Vlaanderen-Baloise | Itália                   | Dinamarca                       |
| 25 de abril de 2013     | Simone Ponzi             | Neri Sottoli                | Itália                   | Itália                          |
| 25 de maio de 2013      | Tom Van Asbroeck         | Cofidis, Solutions Crédits  | Itália                   | Dinamarca                       |
| 25 de junho de 2013     | Magnus Cort              | Cofidis, Solutions Crédits  | Itália                   | Dinamarca                       |
| 25 de julho de 2013     | Magnus Cort              | Cofidis, Solutions Crédits  | Itália                   | Dinamarca                       |
| 15 de agosto de 2013    | Magnus Cort              | Cofidis, Solutions Crédits  | Bélgica                  | Dinamarca                       |
| 25 de agosto de 2013    | Tom Van Asbroeck         | Topsport Vlaanderen-Baloise | Itália                   | Países Baixos                   |
| 25 de setembro de 2013  | Tom Van Asbroeck         | Topsport Vlaanderen-Baloise | Itália                   | Países Baixos                   |
| 25 de outubro de 2013   | Tom Van Asbroeck         | Topsport Vlaanderen-Baloise | Itália                   | Países Baixos                   |
| Final                   | Tom Van Asbroeck         | Topsport Vlaanderen-Baloise | Itália                   | Países Baixos                   |